# 3e Critics Choice Super Awards
De 3e Critics Choice Super Awards vonden plaats op 16 maart 2023. Er werden prijzen uitgereikt in verschillende categorieën voor genrefilms en -series uit het jaar 2022. De genomineerden werden op 22 februari bekendgemaakt.

## Film – winnaars en genomineerden
De winnaars staan bovenaan in vet lettertype.

### Beste actiefilm
- Top Gun: Maverick
  - Bullet Train
  - RRR
  - The Unbearable Weight of Massive Talent
  - The Woman King

### Beste acteur in een actiefilm
- Tom Cruise – Top Gun: Maverick
  - Nicolas Cage – The Unbearable Weight of Massive Talent
  - Ram Charan – RRR
  - Brad Pitt – Bullet Train
  - N.T. Rama Rao Jr. – RRR

### Beste actrice in een actiefilm
- Viola Davis – The Woman King
  - Sandra Bullock – The Lost City
  - Jennifer Connelly – Top Gun: Maverick
  - Joey King – Bullet Train
  - Joey King – The Princess

### Beste superheldenfilm
- The Batman
  - Black Panther: Wakanda Forever
  - DC League of Super-Pets
  - Doctor Strange in the Multiverse of Madness
  - Thor: Love and Thunder

### Beste acteur in een superheldenfilm
- Colin Farrell – The Batman
  - Benedict Cumberbatch – Doctor Strange in the Multiverse of Madness
  - Paul Dano – The Batman
  - Tenoch Huerta – Black Panther: Wakanda Forever
  - Robert Pattinson – The Batman

### Beste actrice in een superheldenfilm
- Angela Bassett – Black Panther: Wakanda Forever
  - Zoë Kravitz – The Batman
  - Elizabeth Olsen – Doctor Strange in the Multiverse of Madness
  - Natalie Portman – Thor: Love and Thunder
  - Letitia Wright – Black Panther: Wakanda Forever

### Beste horrorfilm
- Barbarian
  - The Black Phone
  - Pearl
  - Smile
  - Speak No Evil
  - X

### Beste acteur in een horrorfilm
- Ralph Fiennes – The Menu
  - Ethan Hawke – The Black Phone
  - Fedja van Huêt – Speak No Evil
  - Rory Kinnear – Men
  - Justin Long – Barbarian

### Beste actrice in een horrorfilm
- Mia Goth – Pearl
  - Jessie Buckley – Men
  - Aisha Dee – Sissy
  - Anna Diop – Nanny
  - Rebecca Hall – Resurrection

### Beste sciencefiction / fantasyfilm
- Everything Everywhere All at Once
  - Avatar: The Way of Water
  - Nope
  - The Northman
  - Prey

### Beste acteur in een sciencefiction / fantasyfilm
- Ke Huy Quan – Everything Everywhere All at Once
  - Colin Farrell – After Yang
  - Daniel Kaluuya – Nope
  - Ryan Reynolds – The Adam Project
  - Alexander Skarsgård – The Northman

### Beste actrice in een sciencefiction / fantasyfilm
- Michelle Yeoh – Everything Everywhere All at Once
  - Karen Gillan – Dual
  - Stephanie Hsu – Everything Everywhere All at Once
  - Amber Midthunder – Prey
  - Keke Palmer – Nope
  - Zoe Saldana – Avatar: The Way of Water

### Beste schurk in een film
- Mia Goth – Pearl
  - Paul Dano – The Batman
  - Tenoch Huerta – Black Panther: Wakanda Forever
  - Joey King – Bullet Train
  - Elizabeth Olsen – Doctor Strange in the Multiverse of Madness
  - Mark Rylance – Bones and All

## Televisie – winnaars en genomineerden
De winnaars staan bovenaan in vet lettertype.

### Beste actieserie of -televisiefilm
- Cobra Kai
  - 9-1-1
  - Kung Fu
  - Reacher
  - Tulsa King
  - Vikings: Valhalla

### Beste acteur in een actieserie of -televisiefilm
- Kevin Costner – Yellowstone
  - John Krasinski – Tom Clancy's Jack Ryan
  - Ralph Macchio – Cobra Kai
  - Alan Ritchson – Reacher
  - Sylvester Stallone – Tulsa King
  - William Zabka – Cobra Kai

### Beste actrice in een actieserie of -televisiefilm
- Helen Mirren – 1923
  - Angela Bassett – 9-1-1
  - Queen Latifah – The Equalizer
  - Olivia Liang – Kung Fu
  - Katherine McNamara – Walker: Independence
  - Kelly Reilly – Yellowstone

### Beste superheldenserie of -televisiefilm
- The Boys
  - Doom Patrol
  - Ms. Marvel
  - Peacemaker
  - She-Hulk: Attorney at Law
  - Werewolf by Night

### Beste acteur in een superheldenserie of -televisiefilm
- Antony Starr – The Boys
  - John Cena – Peacemaker
  - Brendan Fraser – Doom Patrol
  - Grant Gustin – The Flash
  - Oscar Isaac – Moon Knight
  - Elliot Page – The Umbrella Academy

### Beste actrice in een superheldenserie of -televisiefilm
- Tatiana Maslany – She-Hulk: Attorney at Law
  - Danielle Brooks – Peacemaker
  - Michelle Gomez – Doom Patrol
  - Caity Lotz – Legends of Tomorrow
  - Erin Moriarty – The Boys
  - Iman Vellani – Ms. Marvel

### Beste horrorserie of -televisiefilm
- Wednesday
  - Anne Rice's Interview with the Vampire
  - Chucky
  - Dahmer – Monster: The Jeffrey Dahmer Story
  - Evil
  - The Walking Dead
  - What We Do in the Shadows

### Beste acteur in een horrorserie of -televisiefilm
- Evan Peters – Dahmer – Monster: The Jeffrey Dahmer Story
  - Jacob Anderson – Anne Rice's Interview with the Vampire
  - Matt Berry – What We Do in the Shadows
  - Mike Colter – Evil
  - Harvey Guillén – What We Do in the Shadows
  - Sam Reid – Anne Rice's Interview with the Vampire

### Beste actrice in een horrorserie of -televisiefilm
- Jenna Ortega – Wednesday
  - Jennifer Coolidge – The Watcher
  - Natasia Demetriou – What We Do in the Shadows
  - Katja Herbers – Evil
  - Niecy Nash-Betts – Dahmer – Monster: The Jeffrey Dahmer Story
  - Christina Ricci – Wednesday

### Beste sciencefiction / fantasyserie of -televisiefilm
- Andor
- Stranger Things
  - For All Mankind
  - House of the Dragon
  - The Lord of the Rings: The Rings of Power
  - Star Trek: Strange New Worlds

### Beste acteur in een sciencefiction / fantasyserie of -televisiefilm
- Adam Scott – Severance
  - Chiwetel Ejiofor – The Man Who Fell to Earth
  - Samuel L. Jackson – The Last Days of Ptolemy Grey
  - Diego Luna – Andor
  - Anson Mount – Star Trek: Strange New Worlds
  - Matt Smith – House of the Dragon

### Beste actrice in een sciencefiction / fantasyserie of -televisiefilm
- Patricia Arquette – Severance
  - Milly Alcock – House of the Dragon
  - Morfydd Clark – The Lord of the Rings: The Rings of Power
  - Moses Ingram – Obi-Wan Kenobi
  - Fiona Shaw – Andor
  - Sissy Spacek – Night Sky

### Beste schurk in een serie of televisiefilm
- Antony Starr – The Boys
  - Ethan Hawke – Moon Knight
  - Brad Dourif – Chucky
  - Matt Smith – House of the Dragon
  - Hayden Christensen – Obi-Wan Kenobi
  - Michael Emerson – Evil
  - Jamie Campbell Bower – Stranger Things
  - Harriet Sansom Harris – Werewolf by Night